# Громославка
Громославка (рос. Громославка) — село у Октябрському районі Волгоградської області Російської Федерації.
Населення становить 516  осіб. Входить до складу муніципального утворення Громославське сільське поселення.

## Історія
Село розташоване у межах українського історичного та культурного регіону Жовтий Клин.
Згідно із законом від 15 грудня 2004 року № 968-ОД  органом місцевого самоврядування є Громославське сільське поселення.

## Населення
| 1859 | 1873  | 1897  | 1915  | 2010 | 2012 | 2013 |
| ---- | ----- | ----- | ----- | ---- | ---- | ---- |
| 795  | ↗1227 | ↗1829 | ↗2995 | ↘582 | ↘581 | ↘562 |
| 2014 | 2015  | 2016  | 2017  |      |      |      |
| ↘556 | ↘548  | ↘531  | ↘516  |      |      |      |